# Монастырь Ясеновац
Монастырь Ясеновац (серб. Манастир Јасеновац) — монастырь Сербской православной церкви в западной Славонии на территории современной Хорватии. Находится в городе Ясеновац. В монастыре находится резиденция правящего архиерея Славонской епархии СПЦ.

## История
Монастырь Ясеновац был заложен в 1775 году основанием храма Рождества Святого Иоанна Предтечи. 
В 1847 году для церковной школы было возвигнуто здание, в котором занималось около 40 учеников. 
В 1941 году был разорен, когда был частью комплекса концентрационного лагеря Ясеновац. Хорватские усташи также убили несколько священников, а их тела бросили в реку Саву. 
7 июля 1951 года епископ Пакрачский Емилиан (Маринович) освятил новый приходский дом.
В 1984 году храм был восстановлен и освящен 2 сентября в присутствии десятков тысяч людей.
Во время распада СФРЮ в 1991 году храм получил значительные повреждения в результате шедших в городе боев. В 1995 году, во время операции «Молния», он был осквернён и разрушен хорватскими войсками.
В 2000 году епископ Славонский Савва (Юрич) превратил храм в монастырь и резиденцию епископа Славонского.